# Benneckenstein
Benneckenstein là một thị xã thuộc huyện Harz, trong bang Sachsen-Anhalt, Đức. Đô thị Benneckenstein có diện tích 23,65 km². Đô thị này nằm ở phía đông Harz, cự ly khoảng 10 km về phía đông nam Braunlage, và 20 km về phía nam Wernigerode. Đô thị Benneckenstein thuộc Verwaltungsgemeinschaft ("cộng đồng đô thị") Brocken-Hochharz.